# Suzanne Nessim
Suzanne Nessim, (Malmö, 1944) és una pintora, dibuixant i gravadora sueca.

## Biografia
Va començar la seva carrera professional a Estocolm, per pasar posteriorment a exposar a París, Califòrnia i Nova York. L'escriptor Michael Timm li va dedicar el llibre Om Suzanne Nessim el 2009.

## Presència a museus
Està representada al Museu Britànic de Londres, al Centre Georges Pompidou de París, al Tessinstitutet de París, a la Biblioteca Nacional de París, al Städriches Kunstmuseum de Bonn, al Museu de Helsingborg de Göteborg, el Moderna Museet d'Estocolm, el Museu de Malmö i el Museu Nacional d'Estocolm.